# (10201) Korado
(10201) Korado – planetoida z pasa głównego asteroid okrążająca Słońce w ciągu 3 lat i 91 dni w średniej odległości 2,19 j.a. Została odkryta 12 lipca 1997 roku w obserwatorium astronomicznym w Farra d'Isonzo we Włoszech. Nazwa planetoidy została nadana na cześć Korado Korlevića, chorwackiego astronoma, odkrywcy ponad 1000 asteroid. Przed nadaniem nazwy planetoida nosiła oznaczenie tymczasowe (10201) 1997 NL6.